# Arresø
Arresø is het grootste meer van Denemarken en ligt op het eiland Seeland in het Nationaal park Kongernes Nordsjælland. Het meer beslaat 3987 ha (bijna 40 km²) en is gemiddeld 3 m diep.
Het meer grenst aan de Deense gemeenten Frederiksværk-Hundested, Gribskov en Hillerød.